# Campionato sudamericano di rugby 1971
Il campionato sudamericano di rugby 1971 (in spagnolo Sudamericano de Rugby 1971; in portoghese Campeonato Sul-Americano de Rugby de 1971) fu il 7º campionato continentale del Sudamerica di rugby a 15.
Si tenne in Uruguay dal 10 al 17 ottobre 1971 tra cinque squadre nazionali e fu vinto dall'Argentina, al suo settimo successo, assoluto e consecutivo.
Il torneo vide il ritorno del Brasile e l'allargamento a cinque squadre con l'invito al Paraguay, e le sue gare si tennero al Carrasco Polo Club di Montevideo.
Dal punto di vista tecnico non offrì novità, e neppure sorprese circa il risultato finale: l'Argentina si confermò la formazione più forte del continente vincendo a punteggio pieno il suo settimo titolo su sette partecipazioni, ma da ricordare sono due esordi argentini che ebbero due esiti differenti: quello di Hugo Porta, destinato a diventare, nei vent'anni successivi, il più importante giocatore sudamericano e uno dei migliori mediani d'apertura della disciplina e quello di Marcelo Rodríguez, figlio di Arturo, ex Puma e fondatore del San Isidro, metaman e miglior marcatore del torneo rispettivamente con 10 marcature e 58 punti, deceduto il capodanno successivo in un incidente stradale a nemmeno 19 anni.
In tale torneo esordì anche l'uruguaiano Roberto Canessa, che un anno più tardi divenne noto per essere uno dei superstiti del disastro aereo delle Ande in cui la sopravvivenza di chi si salvò fu dovuta al fatto di essersi nutriti della carne dei passeggeri morti nell'incidente.
Il valore delle marcature, come stabilito dall’IRFB nel 1948, era: 3 punti per ciascuna meta (5 se trasformata), 3 punti per la realizzazione di ciascun calcio piazzato, mark o drop.
Fu l'ultimo torneo a tenersi con tali regole di punteggio, perché in quello stesso anno l'organismo di governo del rugby mondiale decise l'adeguamento della meta da 3 a 4 punti.

## Squadre partecipanti
- Argentina
- Brasile
- Cile
- Paraguay
- Uruguay

## Risultati

### 1ª giornata
| Arbitro: | Oscar Peterson |

|                                       |      |         |
| Martínez Martínez Mosquera (2) Otaola | mt   |         |
| Rodríguez Jurado                      | tr   |         |
| Cutler (2)                            | c.p. | Cabrera |

| Arbitro: | Armando Zungri |

|                                                                          |      |         |
| Bacot Bonner J. Cassarino (3) Dodero Jaugust Lyford-Pike Miller M. Smith | mt   |         |
| Bacot (7)                                                                | tr   |         |
| Bacot (4)                                                                | c.p. | Cabrera |

### 2ª giornata
| Arbitro: | Armando Zungri |

|                                                                |      |  |
| Braceras Carracedo (3) Costante Loyola Otaola M. Rodríguez (5) | mt   |  |
| Cutler (2) Rodríguez Jurado (2)                                | tr   |  |
| Porta M. Rodríguez                                             | c.p. |  |

| Arbitro: | Armando Zungri |

|          |      |                  |
| Bacot    | mt   | Forno (2) Hurley |
|          | tr   | M. Cooper        |
| M. Smith | c.p. |                  |

### 3ª giornata
| Montevideo 14 ottobre 1971 | Cile | 40 – 0 | Paraguay | Carrasco Polo Club |

| Arbitro: | Gonzalo Román |

|                                                               |      |              |
| Benquet Canessa J. Cassarino (2) Dodero Lussich Pollak Scasso | mt   | Walker       |
| M. Smith (2)                                                  | tr   | B. Smith     |
| M. Smith                                                      | c.p. | B. Smith (2) |

### 4ª giornata
| Arbitro: | Nigel Davies |

|                                                                                       |      |  |
| Braceras Carracedo Foster Loyola (3) Porta (2) M. Rodríguez (2) Velasquez tecnica (2) | mt   |  |
| Cutler (2) Porta (2) M. Rodríguez (4)                                                 | tr   |  |
| Cutler                                                                                | c.p. |  |
| Porta                                                                                 | drop |  |

| Montevideo 16 ottobre 1971 | Brasile | 3 – 45 | Cile | Carrasco Polo Club |

### 5ª giornata
| Montevideo 17 ottobre 1971 | Brasile | 12 – 6 | Paraguay | Carrasco Polo Club |

| Arbitro: | Gonzalo Román |

|              |      |                                                                      |
|              | mt   | Costante Fernández Loyola Nicola Otaola Porta M. Rodríguez (3) Silva |
|              | tr   | Cutler (4) Rodríguez Jurado (4)                                      |
| M. Smith (2) | c.p. | M. Rodríguez                                                         |
|              | drop | Porta (2)                                                            |

## Classifica
| Pos | Squadra   | G | V | N | P | PF  | PS  | DP   | Pt |
| --- | --------- | - | - | - | - | --- | --- | ---- | -- |
| 1   | Argentina | 4 | 4 | 0 | 0 | 186 | 15  | +171 | 8  |
| 2   | Cile      | 4 | 3 | 0 | 1 | 99  | 29  | +70  | 6  |
| 3   | Uruguay   | 4 | 2 | 0 | 2 | 105 | 80  | +25  | 4  |
| 4   | Brasile   | 4 | 1 | 0 | 3 | 32  | 138 | −106 | 2  |
| 5   | Paraguay  | 4 | 0 | 0 | 4 | 9   | 169 | −160 | 0  |